# Лівезь (комуна, Бакеу)
Лівезь, Лівезі (рум. Livezi) — комуна у повіті Бакеу в Румунії. До складу комуни входять такі села (дані про населення за 2002 рік):
- Беленяса (1071 особа)
- Лівезь (892 особи)
- Ореша (948 осіб)
- Пояна (903 особи)
- Прежоая (940 осіб)
- Скеріга (554 особи)

Комуна розташована на відстані 223 км на північ від Бухареста, 24 км на південний захід від Бакеу, 106 км на південний захід від Ясс, 147 км на північний захід від Галаца, 119 км на північний схід від Брашова.

## Населення
За даними перепису населення 2002 року у комуні проживали 5308 осіб. Усі жителі комуни рідною мовою назвали румунську.
Національний склад населення комуни:
| Національність   | Кількість осіб | Відсоток |
| ---------------- | -------------- | -------- |
| румуни           | 5057           | 95,3%    |
| цигани           | 248            | 4,7%     |
| угорці           | 1              | < 0,1%   |
| росіяни-липовани | 1              | < 0,1%   |

Склад населення комуни за віросповіданням:
| Релігія                                       | Кількість осіб | Відсоток |
| --------------------------------------------- | -------------- | -------- |
| православні                                   | 4630           | 87,2%    |
| римо-католики                                 | 415            | 7,8%     |
| адвентисти                                    | 111            | 2,1%     |
| п'ятдесятники                                 | 48             | 0,9%     |
| лютерани                                      | 44             | 0,8%     |
| бретрени                                      | 29             | 0,5%     |
| лютерани (Синодально-пресвітеріанська церква) | 9              | 0,2%     |
| греко-католики                                | 5              | 0,1%     |
| баптисти                                      | 4              | 0,1%     |
| лютерани (Аугсбурзького сповідання)           | 2              | < 0,1%   |
| реформати                                     | 1              | < 0,1%   |
| не вказали релігію                            | 8              | 0,2%     |

## Зовнішні посилання
- Дані про комуну Лівезь на сайті Ghidul Primăriilor [Архівовано 16 вересня 2012 у Wayback Machine.]